# 梁修身
梁修身（1948年1月26日—），台湾男演員、製作人、导演，曾獲金鐘獎男演員獎。

## 生平
梁修身生於安徽省，在屏東縣眷村长大，小學六年皆於佳冬鄉渡過。他本為林場管理員，於1970年加入中視為演員。
1974年受白景瑞導演賞識，演出《我父我夫我子》，之後暫離電視圈，接演多部電影，成為1970年代臺灣影壇當紅小生。
1977年，他在張曾澤導演的《笕桥英烈传》飾演高志航將軍，《古寧頭大戰》飾演 李光前將軍，遂獲「民族英雄」雅號。
2003年，他以公視電視劇《家》中的本省籍父親角色，獲得第38屆金鐘獎男主角獎。
他亦從事導演及製作等幕後工作，現為三群制作事业负责人，所製作的戲劇曾獲多項金鐘獎入圍肯定，並以「手機有鬼」榮獲2004年金鐘獎最佳編劇獎、「再見忠貞二村」榮獲2006年金鐘獎最佳女主角獎、「長假」榮獲2008年最佳迷你劇集獎，在臺灣影劇圈有相當地位。
2012年第49届金马奖，他與刘德华、蒋雯丽、张婉婷、张大春五人為决选评审。
2024年，獲得第59屆金鐘獎特別貢獻獎。

## 家庭
梁修身之弟梁修治亦為演員，常演出他執導的戲劇。此外，他有過兩段婚姻，育有三子一女：
- 長子是台湾电视综艺节目制作人、《2分之一強》的主持人梁赫群。
- 么子是演員暨音樂人梁正群。梁赫群與梁正群是同父異母的兄弟。

## 製作作品
| 年份   | 頻道 | 劇名                          |
| 1989年 | 中視 | 黃梅調劇 《七世姻緣》外景導演 |
| 2004年 | 公視 | 人生劇展 《手機有鬼》         |
| 2005年 | 公視 | 八點檔《再見忠貞二村》        |
| 2006年 | 公視 | 八點檔《米可‧GO》             |
| 2006年 | 公視 | 《拍賣世界的角落》            |
| 2006年 | 公視 | 《移民天堂》                  |
| 2008年 | 公視 | 《別再叫我外籍新娘》          |
| 2008年 | 公視 | 《長假》)                     |
| 2008年 | 公視 | 《查無此人》                  |
| 2009年 | 公視 | 《比賽開始》                  |
| 2010年 | 公視 | 《恋恋阿里山》                |
| 2012年 | 公視 | 《阳光正蓝》                  |
| 2013年 | 公視 | 《妈，亲一下》                |

## 演出作品

### 電影
| 上映時間   | 片名                            | 飾演               | 導演           | 主演                                         |
| 1979.07.04 | 錯誤的第一步                    |                    | 蔡揚名         |                                              |
| 1977.07.07 | 笕橋英烈傳                      | 高志航             | 張曾澤         |                                              |
| 1980.08.02 | 古寧頭大戰                      | 李光前             | 張曾澤         |                                              |
| 1979年     | 春寒                            | 徐長榮             |                |                                              |
| 1979年     | 香火                            |                    |                |                                              |
|            | 強渡關山                        |                    |                |                                              |
| 1980年     | 怒犯天條                        |                    | 白景瑞         | 柯俊雄、胡慧中                               |
|            | 我父我夫我子                    |                    | 白景瑞         | 柯俊雄、凌波、江明                           |
|            | 長青樹                          |                    |                |                                              |
| 1979年     | 秋蓮                            |                    | 賴成英         | 鳳飛飛、梁修身、柯俊雄                       |
|            | 俠士追命客                      |                    |                |                                              |
|            | 無字天書                        |                    |                |                                              |
| 1979年     | 成功嶺上 （页面存档备份，存于） | 輔導長             | 張佩成         |                                              |
| 1977年     | 密密相思林                      | 火車司機           | 張佩成         | 梁修身、李菁、唐沁、郎雄                     |
| 1977.01.01 | 老虎崖                          |                    | 張佩成         | 梁修身、李菁、田野、唐沁、江彬、郎雄、葛香亭 |
| 1981年     | 跟我說愛我                      | 男主角             | 劉捷熙         | 梁修身、胡茵夢、歸亞蕾、徐杰、周丹薇         |
| 1974年     | 愛的小屋                        | 玉芬的男朋友       | 文石凌、郁正春 | 秦漢、林青霞                                 |
| 1976.04.17 | 不一樣的愛                      | 蔡培倫             | 文石麟         | 秦祥林、林青霞、梁修身                       |
|            | 海誓山盟                        |                    |                |                                              |
| 1977年     | 豔陽三月天                      | 郵差               | 楊道           | 柯俊雄、林鳳嬌                               |
| 1983年     | 金門女兵                        |                    | 楊家雲         | 陸小芬、呂琇菱、王道                         |
| 1975.10.24 | 愛情長跑                        | 徐立中             | 陳耀圻         | 鄧光榮、林青霞                               |
|            | 我心深處                        | 趙君實             |                |                                              |
|            | 紅粉兵團                        |                    |                |                                              |
| 1981年     | 借屍還魂                        |                    | 王重光         | 梁修身、胡茵夢、王筠、田平春                 |
|            | 慧眼識英雄                      | 韻白的表哥         | 歐陽俊         | 王冠雄、林青霞                               |
| 2013.02.08 | 逗陣ㄟ                          | 劉杭生             | 盧金城         |                                              |
| 2016.08.19 | 大顯神威                        | 梁大明（老齡時期） | 辛季澧         | 豬哥亮、林美秀、安心亞                       |
| 2019年     | 瘋狂電視台瘋電影                |                    | 謝念祖         |                                              |
| 2025年     | 搜查瑠公圳                      |                    | 賴俊羽         | 朱軒洋、吳卓源、張世、姚淳耀、朱栢康、李雪   |

### 電視劇
| 年份   | 頻道             | 劇名                | 飾演                   |
| 1985年 | 中視             | 《一代女皇》        | 李世民                 |
| 1986年 | 中視             | 《揚子江風雲》      | 李鐵生                 |
| 1987年 | 中視             | 《爸爸原諒我》      | 曾友福                 |
| 1987年 | 中視             | 《小姐與流氓》      | 鄭彬                   |
| 1988年 | 中視             | 《射鵰英雄傳》      | 岳飛 （客串）          |
| 1988年 | 中視             | 《情在天涯》        | 顧以軒                 |
| 1988年 | 中視             | 《花系列-孤挺花》   | 王維先                 |
| 1989年 | 中視             | 《把愛找回來》      | 吳壽祖                 |
| 1990年 | 中視             | 《花系列-茉莉花開》 | 劉啓明（兼任導演）     |
| 1990年 | 中視             | 《她的成長》        | 林傳宗                 |
| 1990年 | 中視             | 《風雲時代》        | 郝勝                   |
| 1991年 | 中視             | 《花系列-野菊》     | 鄭仁貴（兼任導演）     |
| 1994年 | 中視             | 《明月青山在》      | 戚煥然（兼任導演）     |
| 1996年 | 中視             | 《花系列-胭脂花紅》 | 育幼院院長（兼任導演） |
| 2000年 | 華視             | 《台灣靈異事件》    | 方智遠                 |
| 2002年 | 公視             | 《後山日先照》      | 陳北印                 |
| 2003年 | 公視             | 《家》              | 林太郎                 |
| 2003年 | 華視、三立都會台 | 《海豚湾恋人》      | 徐若谷                 |
| 2005年 | 華視             | 《舊情綿綿》        | 沈淑芬的父親 客串      |
| 2006年 | 公視             | 《米可，GO！》      | 石原之父（兼任導演）   |
| 2007年 | 中視             | 《白色巨塔》        | 總統                   |
| 2009年 | 八大綜合台       | 《青春歌仔》        | 有強父                 |
| 2012年 | 公視             | 《權力過程》        | 周廣程                 |
| 2013年 | 中視             | 《媽，親一下》      | 梁修身                 |
| 2014年 | 台視             | 《雨後驕陽》        | 將軍                   |
| 2015年 | 中國大陸         | 《千金女贼》        | 葉公盛                 |
| 2023年 | 客家電視台       | 《暗夜微光》        | 徐先勝                 |

## 导演作品
| 年份   | 頻道                     | 劇名                                 |
| 1998年 | 台視                     | 八點檔《燕雙飛》                     |
| 1999年 | 台視                     | 八點檔《臺灣廖添丁》                 |
| 2000年 | 台視                     | 八點檔《玻璃屋裡的人》               |
| 2012年 | 台視                     | 八點檔《陽光正藍》                   |
| 1997年 | 中視                     | 八點檔《危險關係》                   |
| 2001年 | 中視                     | 八點檔《旅人的故事》                 |
| 2001年 | 中視                     | 八點檔《多桑與紅玫瑰》               |
| 2004年 | 中視                     | 八點檔《女人要有錢》                 |
| 2013年 | 中視                     | 八點檔《妈，亲一下》与郑芬芬联合导演 |
| 1993年 | 華視                     | 八點檔《愛到深處》                   |
| 1989年 | 中視                     | 九點檔《我兒俊孝》                   |
| 1990年 | 中視                     | 九點檔《茉莉花開》                   |
| 1990年 | 中視                     | 九點檔《野菊》                       |
| 1991年 | 中視                     | 九點檔《菟絲花》                     |
| 1993年 | 中視                     | 九點檔《仙人掌花》                   |
| 1994年 | 中視                     | 九點檔《明月青山在》                 |
| 1995年 | 中視                     | 九點檔《芳草斜陽外》                 |
| 1996年 | 中視                     | 九點檔《深閨夢裡情》                 |
| 1996年 | 中視                     | 九點檔《胭脂花紅》                   |
| 1997年 | 中視                     | 九點檔《罌粟花》                     |
| 1999年 | 中視                     | 九點檔《女人香》                     |
| 2013年 | 中視                     | 九點檔《妈，亲一下》与郑芬芬联合导演 |
| 1994年 | 華視                     | 九點檔《夢裡新娘》                   |
| 2002年 | 華視                     | 九點檔《我家就是聯合國》             |
| 2003年 | 華視                     | 九點檔《無河天》                     |
| 2003年 | 民視                     | 《家有日本妻》                       |
| 2016年 | 民視                     | 《新娘嫁到》                         |
| 2003年 | 公共電視                 | 人生劇展《我把阿公搞丟了》           |
| 2005年 | 公共電視                 | 人生劇展《仙人掌男人》               |
| 2005年 | 公共電視                 | 八點檔《再見忠貞二村》               |
| 2006年 | 公共電視                 | 八點檔《米可‧GO》                    |
| 2006年 | 公共電視                 | 《移民天堂》                         |
| 2008年 | 公共電視                 | 《別再叫我外籍新娘》                 |
| 2009年 | 客家電視                 | 《十里桂花香》                       |
| 2009年 | 三立電視                 | 《比賽開始》                         |
| 2011年 | 中天                     | 八點檔《戀戀阿里山》                 |
| 2011年 | 湖北長江文化傳播有限公司 | 《下一个奇迹》                       |

## 獎項

### 金鐘獎
| 年份   | 頒獎典禮     | 獎項                       | 影片                 | 結果 |
| ------ | ------------ | -------------------------- | -------------------- | ---- |
| 2002年 | 第37屆金鐘獎 | 戲劇節目最佳男主角獎       | 《後山日先照》       | 提名 |
| 2003年 | 第38屆金鐘獎 | 連續劇男主角獎             | 《家》               | 獲獎 |
| 2005年 | 第40屆金鐘獎 | 戲劇類導演(播)獎（連續劇） | 《再見忠貞二村》     | 提名 |
| 2008年 | 第43屆金鐘獎 | 戲劇類節目導演（播）獎     | 《別再叫我外籍新娘》 | 提名 |
| 2013年 | 第48屆金鐘獎 | 迷你劇集／電視電影男主角獎 | 《權力過程》         | 提名 |
| 2024年 | 第59屆金鐘獎 | 特別貢獻獎                 | 不適用               | 獲獎 |

### 金馬獎
| 年份   | 頒獎典禮     | 獎項       | 影片           | 結果 |
| ------ | ------------ | ---------- | -------------- | ---- |
| 1977年 | 第14屆金馬獎 | 最佳男主角 | 《筧橋英烈傳》 | 提名 |
| 1979年 | 第16屆金馬獎 | 最佳男主角 | 《春寒》       | 提名 |

### 其他
| 年份   | 頒獎典禮 | 獎項         | 影片         | 結果 |
| ------ | -------- | ------------ | ------------ | ---- |
| 2006年 | 教育影展 | 十大最佳影片 | 《移民天堂》 | 獲獎 |

## 外部連結
- 梁修身 - 財團法人國家電影資料館 / 台灣電影數位典藏中心 （页面存档备份，存于）
- 梁修身在互联网电影资料库（IMDb）上的資料（英文）
- 梁修身在香港影庫上的簡介
- 梁修身在豆瓣上的资料（简体中文）
- 梁修身在时光网上的簡介（简体中文）